# Stade Français–Stade Toulousain

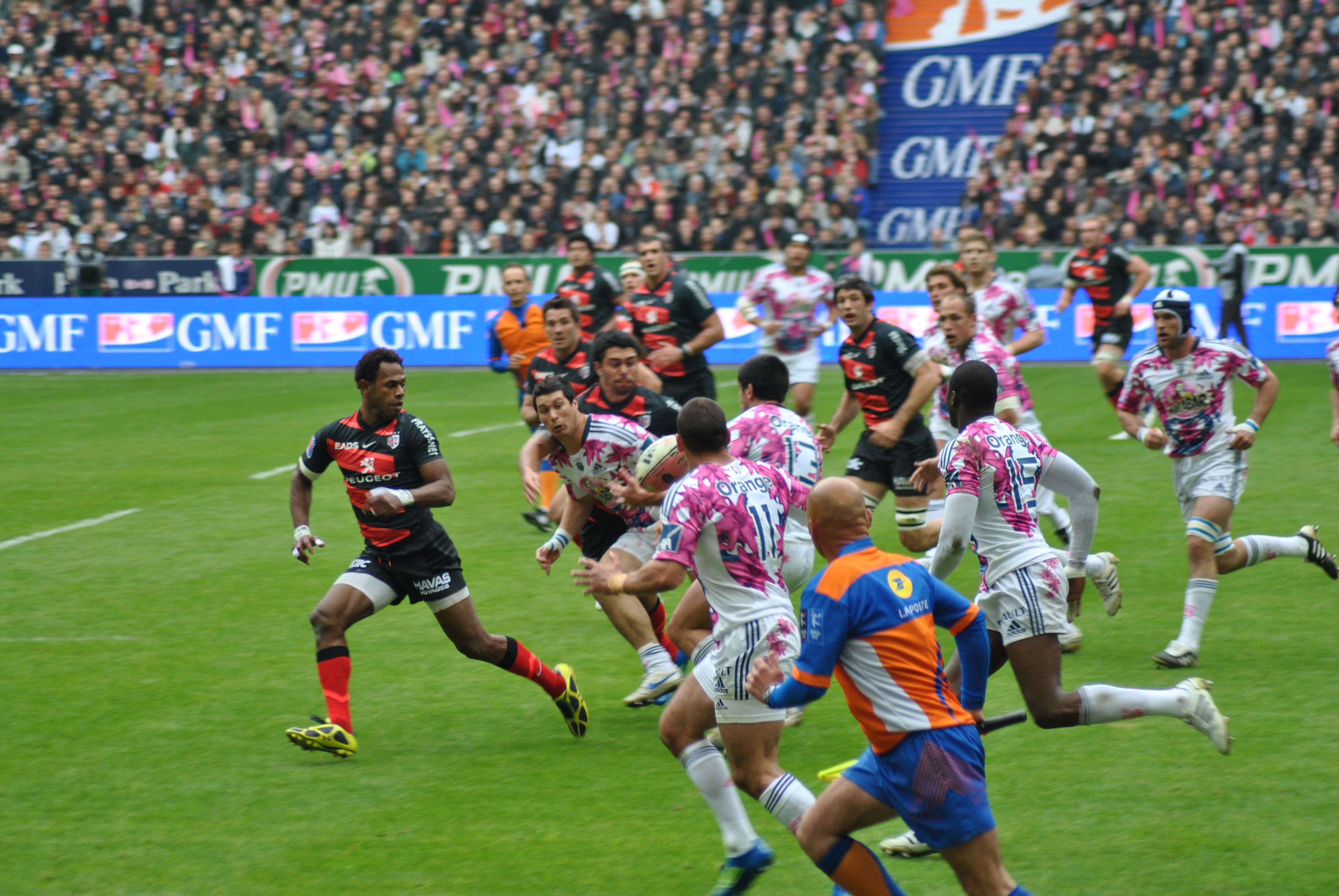
Le Classico, Top 14 2011–12.

Stade Français–Stade Toulousain es el partido de rugby más importante del Top 14 y se conoce en ese país como le Classico. Enfrenta al Stade Français; club más importante de París contra el club europeo más ganador, el Stade Toulousain.

## Historia
El último enfrentamiento ocurrió en la temporada 1933–34 con victoria del Toulouse 14–13. Posteriormente en 1945 el Stade Français perdería la categoría y no retomaría hasta más de 50 años después.

### Década de 1990
Con el renacimiento del Stade Français, ascendiendo al Top 14 en 1997 por la administración del empresario Max Guazzini, ambos rivales se volvieron a ver y en la temporada 1997–98 comenzaría la actual rivalidad: se cruzaron en semifinales donde el recién ascendido venció por paliza 39–3 y finalmente se consagró campeón tras 90 años de sequía.
En la siguiente temporada solo hubo un único enfrentamiento, el Toulouse cobró revancha y eliminó a los Soldats roses en cuartos de final 51–19, más tarde se consagró campeón.

### Década de 2000
Comenzado el nuevo milenio, se encontraron en semifinales del torneo luego de haber compartido el grupo. Los parisinos ganaron y luego se consagraron campeones por segunda vez en tres años.

## Edimburgo 2005
El clásico más importante de la historia se dio en la Copa Heineken 2004-2005 donde Stade Français y Stade Toulousain disputaron la final del torneo más importante de Europa.
Con dos de los mejores equipos de la historia, no hubo tries, en cambio David Skrela (SF) y Jean-Baptiste Élissalde (ST) mantuvieron una rivalidad a penales, Frédéric Michalak empató el partido a dos minutos del final y se jugó el tiempo extra. En el primer minuto de juego, Michalak marcó el penal que puso al Toulouse arriba del marcador por primera vez en el partido y diez minutos después con un drop logró la victoria 18–12.
| 22 de mayo de 2005 | Stade Français Paris                 | 12 – 18 | Stade Toulousain                                                            | Estadio Murrayfield, Edimburgo,                                      |                                                                      |
|                    | Penales Skrela (4) 9', 13', 27', 40' |         | Penales 23', 34', 48' (3) Élissalde 78', 81' (2) Michalak Drop 91' Michalak | Asistencia: 51.326 espectadores Árbitro(s): Chris White (Inglaterra) | Asistencia: 51.326 espectadores Árbitro(s): Chris White (Inglaterra) |